# Linxe
Linxe är en kommun i departementet Landes i regionen Nouvelle-Aquitaine i sydvästra Frankrike. Kommunen ligger i kantonen Castets som tillhör arrondissementet Dax. År 2022 hade Linxe 1 550 invånare.

## Befolkningsutveckling
Antalet invånare i kommunen Linxe
Referens:INSEE